# 1691
Епоха великих географічних відкриттів •  Перша наукова революція • Річ Посполита •  Запорозька Січ •  Руїна

## Геополітична ситуація
Османську імперію очолює Ахмед II (до 1695). Під владою османського султана перебувають Близький Схід та Єгипет, Середземноморське узбережжя Північної Африки, частина Закавказзя, значні території в Європі: Греція, Болгарія та Сербія. Васалами османів є Волощина та Молдова.
Священна Римська імперія — наймогутніша держава Європи. Її територія охоплює, крім німецьких земель, Угорщину з Хорватією, Трансильванію, Богемію, Північну Італію. Її імператор — Леопольд I Габсбург (до 1705).
Габсбург Карл II Зачарований є королем Іспанії (до 1700). Йому належать Іспанські Нідерланди, південь Італії, Нова Іспанія, Нова Гранада та Нова Кастилія в Америці, Філіппіни. Королем Португалії є Педру II (до 1706). Португалія має володіння в Бразилії, в Африці, в Індії, в Індійському океані й Індонезії.
Північ Нідерландів займає Республіка Об'єднаних провінцій. Вона має колонії в Північній Америці, Індонезії, на Формозі та на Цейлоні. Король Франції — Людовик XIV (до 1715). Франція має колонії в Північній Америці. Король Англії — Вільгельм III Оранський (до 1702). Англія має колонії в Північній Америці, на Карибах та в Індії. Король Данії та Норвегії — Кристіан V (до 1699), король Швеції — Карл XI (до 1697). На Апеннінському півострові незалежні Венеціанська республіка та Папська область. Король Речі Посполитої — Ян III Собеський (до 1696). Формально царями Московії є Іван V (до 1696) та Петро I, фактичну владу за відсутності Петра та байдужості Івана здійснює Наталія Наришкіна.
Україну розділено по Дніпру між Річчю Посполитою та Московією. Діють два гетьмани: Григорій Гришко (польський протекторат) на Правобережжі, Іван Мазепа (московський протекторат) на Лівобережжі. На півдні України існує Запорозька Січ. Існують Кримське ханство, Ногайська орда.
В Ірані правлять Сефевіди.
Значними державами Індостану є Імперія Великих Моголів, у якій править Аурангзеб, Імперія Маратха. В Китаї править Династія Цін. У Японії триває період Едо.

## Події

### У світі
- Османським султаном став Ахмед II.
- Війська Священної ліги розгромили османів у битві при Сланкамені. Загинув великий візир Фазіл Мустафа Кепрюлю.
- Розпочався понтифікат Іннокентія XII.
- Війна Аугсбурзької ліги
  - Французи під командуванням маршала Люксембурга захопили місто Монс.
  - Ніколя Катіна здобув Ніццу та окупував значну частину П'ємонту.
  - 18 вересня французькі війська завдали поразки англійцям та нідерландцям у битві поблизу Лезе.
- 13 жовтня в Лімерику підписано угоду, що завершила війну в Ірландії між якобітами та прибічниками Вільгельма Оранського. Угода гарантувала права католиків, але порушення почалися, щойно на папері висохли чорнила. 12 тис. змушені були покинути Ірландію й приєднатися до французьких військ.
- У Нью-Йорку заарештовано й страчено Джейкоба Лейстера, який скинув губернатора-якобіта. Згодом Лейстера реабілітували й поставили йому пам'ятник.
- Халха-монголи підкорилися маньчжурам. Монголія стала частиною імперії Цін.
- Падишах Аурангзеб дозволив Ост-Індській компанії відкрити торгові пункти в Бенгалі.

### Наука та культура
- Мішель Ролль сформулював теорему Ролля.

## Народились
див. також Категорія:Народились 1691

## Померли
див. також Категорія:Померли 1691
- 30 грудня — У Лондоні у віці 64 років помер Роберт Бойль, англійський хімік, фізик і філософ